# خرمندة (قلعة أصغر)
خرمندة (بالفارسية: خرمنده) هي قرية تقع في إيران في ناحية لاله زار. يقدر عدد سكانها بـ 617 نسمة .